# Sinularia gibberosa
Sinularia gibberosa is een zachte koraalsoort uit de familie Alcyoniidae. De koraalsoort komt uit het geslacht Sinularia. Sinularia gibberosa werd in 1970 voor het eerst wetenschappelijk beschreven door Tixier-Durivault. 